# Kanton Vacha
Der Kanton Vacha war eine Verwaltungseinheit im Distrikt Hersfeld des Departements der Werra im napoleonischen Königreich Westphalen und bestand von 1807 bis 1813.  Hauptort des Kantons und Sitz des Friedensgerichts war die Stadt Vacha im heutigen Wartburgkreis, Thüringen.  Der Kanton umfasste eine Stadt und 25 Dörfer, Weiler und Einzelhöfe, hatte 5.022 Einwohner und eine Fläche von 2,04 Quadratmeilen.
Zum Kanton gehörten die Orte:
- Stadt Vacha mit Poppenberg, Badelachen und Hedwigshof
- Neu-Breitzbach, Pferdsdorf mit Deicheroda, Larau, Iberts, Riembach, Mühlwärts und Räsa
- Sünna, Rodenberg mit Hüttenroda und Mosa
- Oechsen,[3] Völkershausen, Busengraben, Luttershof und Martinroda
- Wölferbütt mit Masbach
- Mariengart, Willmanns und Kohlgraben